# Satires (Régnier)
Pour les articles homonymes, voir Satire (homonymie).

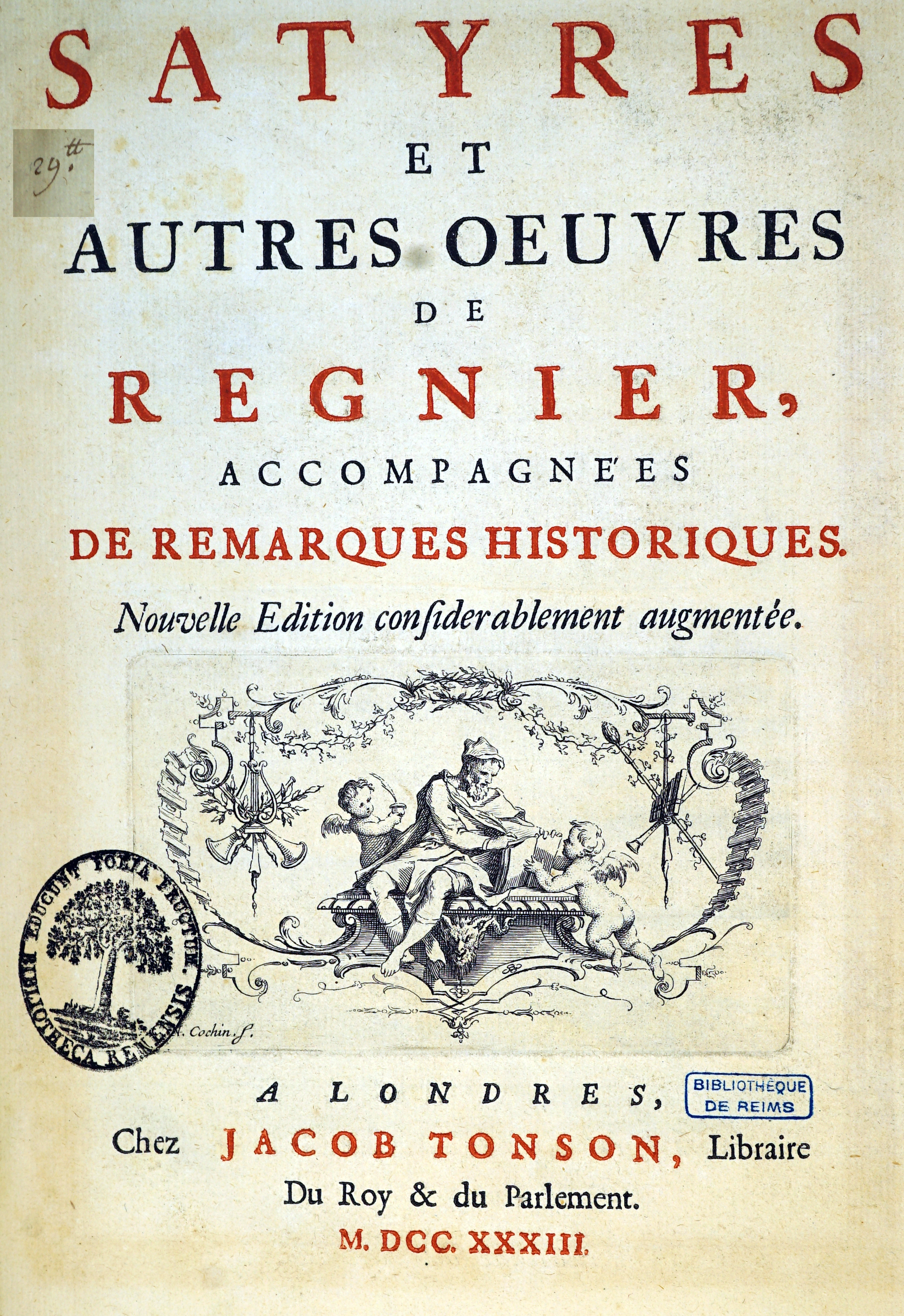
Publication de 1733, avec gravure de Nicolas Cochin, bibliothèque Carnegie (Reims).

Les Satires de Mathurin Régnier sont un recueil de dix-sept satires, composées à partir de 1604 et dont les dix premières sont publiées en 1608. Elles sont principalement imitées des Satires du Latin Horace et de l'Italien Francesco Berni.
Elles ont été rééditées à plusieurs reprises au XVIIe, au XVIIIe et au XIXe siècle avec des dessins d'artistes français célèbres.